# 성 카테리나 교회

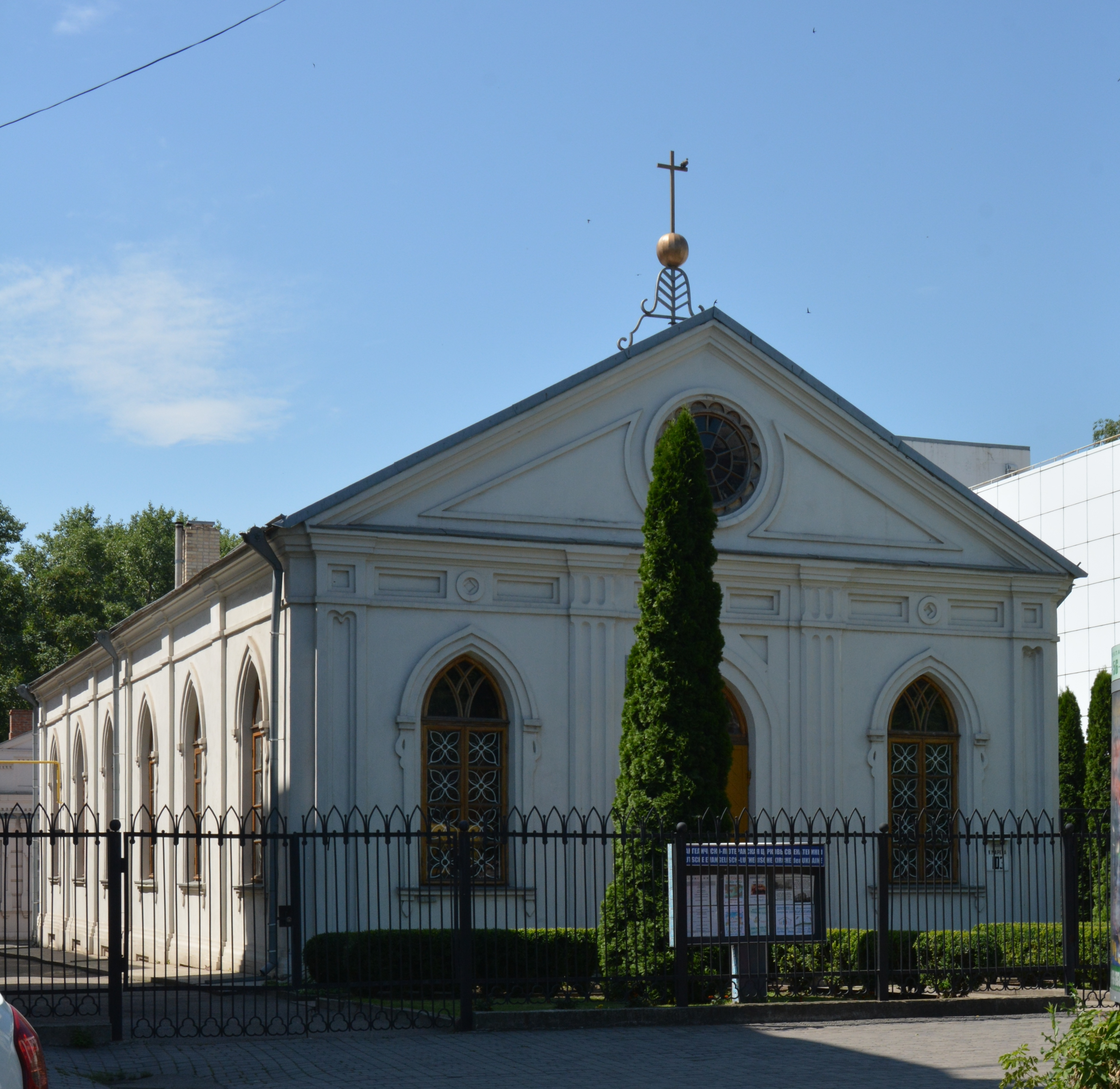
성 카테리나 교회

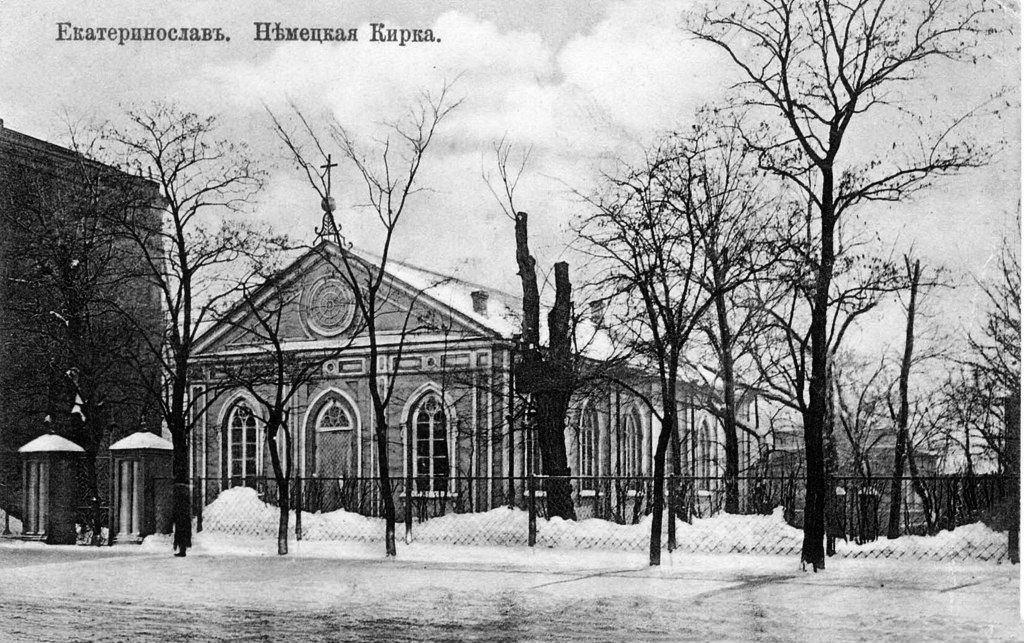
20세기 초반에 촬영된 성 카테리나 교회

성 카테리나 교회(우크라이나어: Кірха Святої Катерини)는 우크라이나 드니프로에 위치한 루터교 교회당이다.

## 역사
1852년 예카테리노슬라프에 성 카테리나 루터교 교구가 설립되었으며 1871년에는 예카테리노슬라프에서 최초의 루터교 선교가 시작되었다. 1861년에는 교회당 건설을 위한 공공 경매를 통해 도시 정원 부지의 일부분을 구입했다. 1865년부터 성 카테리나 교회 공사가 시작되었고 1866년에는 예카테리노슬라프 시청이 교회당을 봉헌했다.
1889년에는 루터교 교구가 관할하는 학교가 설립되었으며 1895년에는 목사 관저가 설립되었다. 1933년에는 소련 당국이 드니프로페트롭스크 루터교 교구를 해산하고 교회당 건물을 압수했다가 1941년에 교회당이 복원되면서 예배가 재개되었다. 소련 군대가 드니프로페트롭스크를 탈환한 이후에 종교 공동체가 폐쇄되고 교회당 건물이 시청에 넘겨졌고 교회당 건물과 목사 관저는 도서관으로 사용되었다.
1991년에 루터교 교구가 복원되면서 교회당 복원 사업이 시작되었다. 1993년에는 성 카테리나 교회가 다시 봉헌되었고 1999년에는 복원된 목사 관저가 봉헌되었다.